# Si parva licet componere magnis

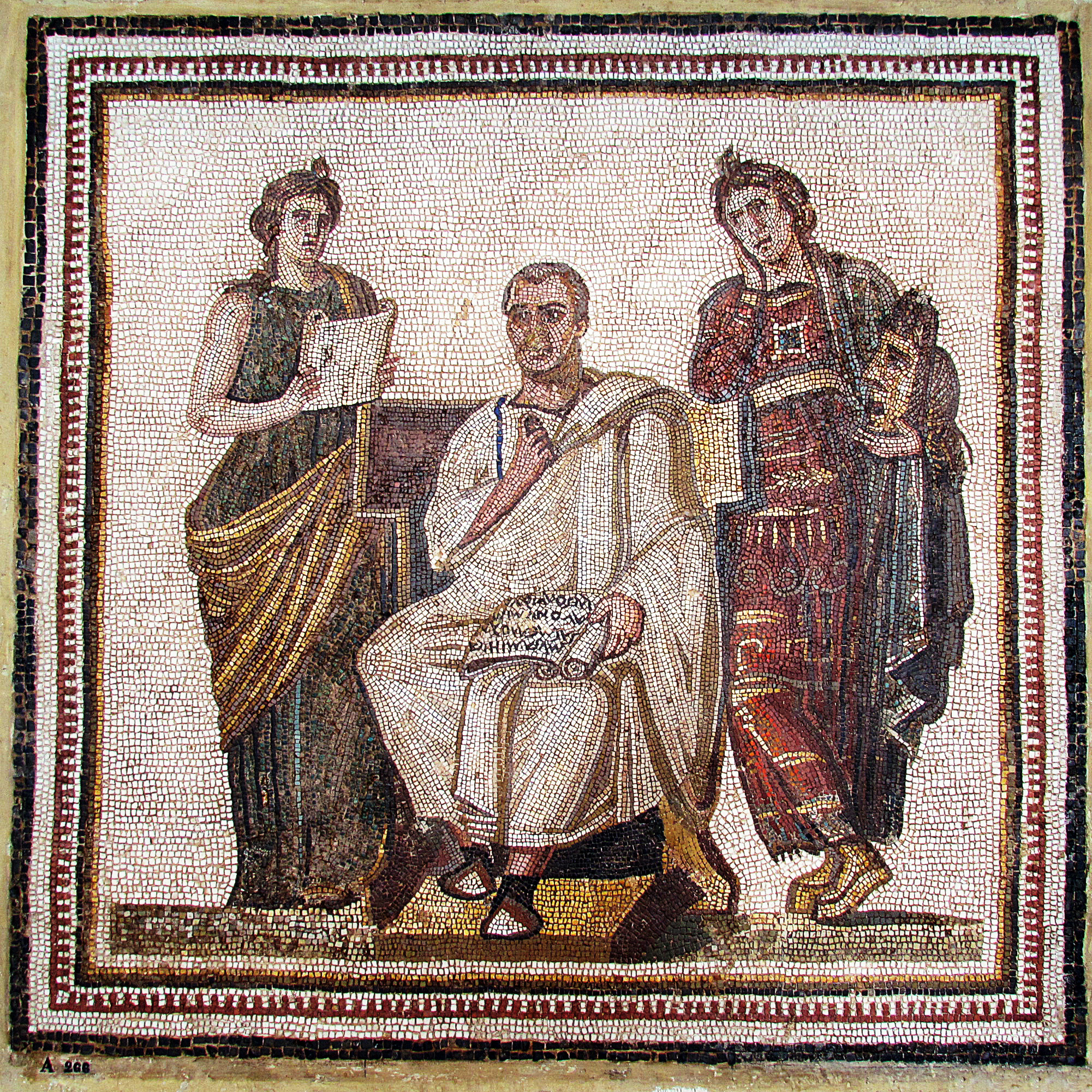
Virgilio, con in mano l'Eneide, assiso tra Clio e Melpomene (mosaico, Museo del Bardo, Tunisi)

Si parva licet componere magnis è un'espressione latina che significa «se è lecito paragonare le cose piccole alle grandi»; è parte di un verso di Virgilio (Georgiche, Libro IV, v. 176). Il poeta scrive tali parole nell'ambito di una similitudine che istituisce fra il lavorìo delle api e l'opera frenetica dei Ciclopi intenti a forgiare le saette per Giove.

## Utilizzo storico
Già nelle Bucoliche, precisamente nella prima egloga, Virgilio usa un'espressione simile: Sic canibus catulos similes, sic matribus haedos / noram, sic parvis componere magna solebam, nella quale Titiro fa ammenda dell'errore di aver paragonato Mantova con Roma, che per grandezza «si innalza tanto sopra le altre città quanto i cipressi sul flessuoso viburno».

## Utilizzo moderno
Nell'uso odierno, la frase può essere citata, anche in tono scherzoso, allo scopo di scusarsi di eventuali paragoni e accostamenti che potrebbero apparire sproporzionati.